# Sebastian Fischer (Schauspieler, 1928)
Sebastian Fischer (* 2. September 1928 in Berlin; † 17. Oktober 2018) war ein deutscher Schauspieler und Synchronsprecher.

## Leben
Sebastian Fischer absolvierte seine Schauspielausbildung am Max-Reinhardt-Seminar in Berlin und debütierte ebendort als Bühnenschauspieler. Es folgten langjährige Engagements an den Staatlichen Bühnen Berlin (unter anderem Hebbel-, Schlosspark-, Schillertheater), unter Gustaf Gründgens am Deutschen Schauspielhaus in Hamburg, sowie von 1963 bis 1987 am Burgtheater in Wien.
1953 gab Fischer zudem sein Filmdebüt. Zu seinen raren Filmauftritten zählen beispielsweise Josef von Bákys Hotel Adlon sowie die Hauptrolle als Siegfried von Xanten in der italienischen Produktion Sigfrido.
Einem breiten Publikum wurde Fischer hingegen vor allem durch seine einprägsame Stimme bekannt. Seit 1950 arbeitete er umfangreich in der Synchronisation. Dabei lieh er seine Stimme international bekannten Kollegen wie Peter O’Toole (als deutscher Standardsprecher, unter anderem in Lawrence von Arabien und Die Nacht der Generale), Tony Curtis (beispielsweise in Houdini und Sein letzter Kampf), Roger Moore (Diane – Kurtisane von Frankreich), Roddy McDowall (Cleopatra), Gérard Depardieu (unter anderem in Cyrano von Bergerac und Camille Claudel), Richard Burton (Das Gewand) und Rock Hudson (Meuterei am Schlangenfluß). Dem Schauspieler David Janssen lieh er in seiner Serienrolle als Dr. Richard Kimble in Auf der Flucht seine Stimme.

## Theater
- 1948: Frank Wedekind: Frühlings Erwachen (Melchior) – Regie: Walter Suessenguth (Hebbel-Theater Berlin)

### Burgtheater
- Jason in   Grillparzers "Medea"
- Clavigo  in  Goethes "Clavigo"
- Atalus  in   Grillparzers "Weh dem der lügt"
- Octavio Piccolomini  in  Schillers  "Wallenstein"
- Troilus  in Shakespeares "Troilus und Cressida"
- Der Schauspieler in Strehlers Shakespeare-Adaption "Das Spiel der Mächtigen"
- Octavius Cäsar in Shakespeares "Antonius und Cleopatra"
- Simon Harford in O’Neills "Alle Reichtümer der Welt"
- Wilhelm von Oranien in Goethes "Egmont"
- Adam in Madáchs "Tragödie des Menschen"
- Hofmarschall von Kalb in Schillers "Kabale und Liebe"
- Leicester in Schillers "Maria Stuart"
- Dorante in Molières "Bürger als Edelmann"
- Stanek in Havels "Protest"

In der Komödie im Bayrischen Hof spielte er in "Schon wieder Sonntag" mit Harald Leipnitz.

## Film und Fernsehen (Auswahl)
- 1953: So ein Affentheater
- 1955: Hotel Adlon
- 1958: Siegfried – Die Sage der Nibelungen (Sigfrido)
- 1970: Emilia Galotti
- 1971: Duell zu dritt
- 1971: Der Prokurator

## Hörspiele
- 1965: Rudolf Bayr: Orangenblüten – Regie: Gert Westphal (Hörspiel – NDR)
- 1992: Fitzgerald Kusz: Schdille bisde (Konfirmand) – Regie: Peter Groeger (Mundarthörspiel – MDR)